# Anneke Venema
Anneke Venema, född den 19 januari 1971 i Veendam i Nederländerna, är en nederländsk före detta roddare.
Hon tog OS-silver i åtta med styrman i samband med de olympiska roddtävlingarna 2000 i Sydney.